# Tour de Ski 2007/2008
Tour de Ski 2007/2008 to druga edycja tej prestiżowej imprezy w biegach narciarskich, która odbywa się na przełomie roku. Tytułów wywalczonych rok wcześniej bronili: Finka Virpi Kuitunen i Niemiec Tobias Angerer.
Polskę reprezentowała tylko Justyna Kowalczyk.
Ponownie nastąpiły zmiany w kalendarz Touru. Tym razem przeniesiono zawody z niemieckiego Oberstdorfu do czeskiego Novégo Města. Powodem były brak możliwości transmitowania w ciągu bardzo małego czasu dwóch dużych imprez w Niemczech (w tym samym czasie odbywa się Turniej Czterech Skoczni).
Zwycięzcami zostali: Szwedka Charlotte Kalla oraz Czech Lukáš Bauer.

## Klasyfikacja generalna

### Kobiety
| #  | Imię i nazwisko            | Narodowość | Czas      | Pozycja w wyścigach | Pozycja w wyścigach | Pozycja w wyścigach | Pozycja w wyścigach | Pozycja w wyścigach | Pozycja w wyścigach | Pozycja w wyścigach | Pozycja w wyścigach | Punkty PŚ |
| #  | Imię i nazwisko            | Narodowość | Czas      | Nové Město          | Nové Město          | Praga               | Nové Město          | Nové Město          | Asiago              | Val di Fiemme       | Val di Fiemme       | Punkty PŚ |
| -- | -------------------------- | ---------- | --------- | ------------------- | ------------------- | ------------------- | ------------------- | ------------------- | ------------------- | ------------------- | ------------------- | --------- |
| 1  | Charlotte Kalla            | Szwecja    | 2:43:01,0 | 7                   | 1                   | 16                  | 1                   | 6                   | 1                   | 2                   | 9                   | 400 pkt.  |
| 2  | Virpi Kuitunen             | Finlandia  | +36,4     | 1                   | 22                  | 5                   | 12                  | 2                   | 11                  | 1                   | 21                  | 320 pkt.  |
| 3  | Arianna Follis             | Włochy     | +53,3     | 11                  | 7                   | 1                   | 14                  | 9                   | 4                   | 10                  | 7                   | 240 pkt.  |
| 4  | Wałentyna Szewczenko       | Ukraina    | +1:09,2   | 9                   | 11                  | 42                  | 8                   | 5                   | 31                  | 17                  | 1                   | 200 pkt.  |
| 5  | Olga Roczewa               | Rosja      | +1:14,8   | 8                   | 8                   | 18                  | 7                   | 4                   | 5                   | 4                   | 16                  | 180 pkt.  |
| 6  | Claudia Künzel-Nystad      | Niemcy     | +2:07,8   | 22                  | 17                  | 9                   | 3                   | 27                  | 13                  | 3                   | 3                   | 160 pkt.  |
| 7  | Justyna Kowalczyk          | Polska     | +2:20,8   | 3                   | 15                  | 6                   | 9                   | 8                   | 3                   | 26                  | 18                  | 144 pkt.  |
| 8  | Evi Sachenbacher-Stehle    | Niemcy     | +2:23,8   | 13                  | 9                   | 15                  | 6                   | 23                  | 17                  | 6                   | 10                  | 128 pkt.  |
| 9  | Katrin Zeller              | Niemcy     | +2:29,8   | 17                  | 6                   | 19                  | 16                  | 13                  | 20                  | 5                   | 6                   | 116 pkt.  |
| 10 | Riitta-Liisa Roponen       | Finlandia  | +2:31,7   | 19                  | 4                   | 12                  | 13                  | 22                  | 8                   | 20                  | 8                   | 104 pkt.  |
| 11 | Kristin Størmer Steira     | Norwegia   | +2:42,9   | =24                 | 19                  | 31                  | 2                   | 14                  | 32                  | 9                   | 2                   | 96 pkt.   |
| 12 | Seraina Mischol            | Szwajcaria | +2:58,7   | 5                   | 12                  | 7                   | 19                  | 11                  | 16                  | 13                  | 13                  | 88 pkt.   |
| 13 | Anna Hansson               | Szwecja    | +3:22,7   | 12                  | 5                   | 39                  | 15                  | 17                  | 27                  | 7                   | 11                  | 80 pkt.   |
| 14 | Therese Johaug             | Norwegia   | +3:33,7   | 10                  | 27                  | 44                  | 22                  | 3                   | 29                  | 15                  | 4                   | 72 pkt.   |
| 15 | Pirjo Muranen              | Finlandia  | +3:49,2   | 31                  | 28                  | 2                   | 20                  | 12                  | 7                   | 8                   | 20                  | 64 pkt.   |
| 16 | Astrid Uhrenholdt Jacobsen | Norwegia   | +4:00,1   | 18                  | 14                  | 11                  | 10                  | 10                  | 6                   | 27                  | 23                  | 60 pkt.   |
| 17 | Aino-Kaisa Saarinen        | Finlandia  | +4:07,1   | 2                   | 23                  | 14                  | 28                  | 1                   | 22                  | 23                  | 25                  | 56 pkt.   |
| 18 | Petra Majdič               | Słowenia   | +4:36,0   | 20                  | 25                  | 13                  | 18                  | 7                   | 15                  | 14                  | 22                  | 52 pkt.   |
| 19 | Sabina Valbusa             | Włochy     | +5:01,9   | 23                  | 2                   | 20                  | 21                  | 25                  | 23                  | 25                  | 15                  | 48 pkt.   |
| 20 | Larisa Kurkina             | Rosja      | +5:02,3   | =15                 | 21                  | 35                  | 25                  | 19                  | 30                  | 11                  | 17                  | 44 pkt.   |
| 21 | Antonella Confortola       | Włochy     | +5:07,2   | 29                  | 16                  | 40                  | 17                  | 28                  | 33                  | 16                  | 12                  | 40 pkt.   |
| 22 | Natalia Korostielowa       | Rosja      | +5:29,8   | 32                  | 13                  | 10                  | 4                   | 18                  | 2                   | 18                  | 42                  | 36 pkt.   |
| 23 | Stefanie Böhler            | Niemcy     | +5:30,6   | 21                  | 20                  | 34                  | 5                   | 37                  | 18                  | 34                  | 5                   | 32 pkt.   |
| 24 | Jewgienija Miedwiediewa    | Rosja      | +6:50,0   | =27                 | 24                  | =46                 | 24                  | 32                  | 28                  | 21                  | 14                  | 28 pkt.   |
| 25 | Alena Procházková          | Słowacja   | +7:53,8   | 42                  | 26                  | 8                   | 36                  | 24                  | 10                  | 19                  | 33                  | 24 pkt.   |
| 26 | Kristin Mürer Stemland     | Norwegia   | +8:13,2   | 26                  | 18                  | 43                  | 30                  | 26                  | 36                  | 28                  | 30                  | 20 pkt.   |
| 27 | Kateřina Smutná            | Austria    | +8:21,2   | =15                 | 36                  | 21                  | 34                  | 21                  | 19                  | 12                  | 34                  | 16 pkt.   |
| 28 | Julia Czekalewa            | Rosja      | +8:53,3   | 33                  | 29                  | 51                  | 31                  | 29                  | 40                  | 22                  | 26                  | 12 pkt.   |
| 29 | Julia Iwanowa              | Rosja      | +9:07,2   | 6                   | 32                  | 33                  | 23                  | 16                  | 24                  | 31                  | 41                  | 8 pkt.    |
| 30 | Magda Genuin               | Włochy     | +9:59,1   | 30                  | 41                  | 4                   | 33                  | 31                  | 9                   | 35                  | 35                  | 4 pkt.    |

### Mężczyźni
| Miejsce | Imię i nazwisko       | Nové Město Msc./Pkt | Nové Město Msc./Pkt | Praga Msc./Pkt | Nové Město Msc./Pkt | Nové Město Msc./Pkt | Asiago Msc./Pkt | Val di Fiemme Msc./Pkt | Val di Fiemme Msc./Pkt | Tour-Punkty | PŚ-punkty razem |
| ------- | --------------------- | ------------------- | ------------------- | -------------- | ------------------- | ------------------- | --------------- | ---------------------- | ---------------------- | ----------- | --------------- |
| 1       | Lukáš Bauer           | 1 / 50              | 2 / 46              | 45 / 0         | 13 / 20             | 1 / 50              | 42 / 0          | 7 / 32                 | 7 / 32                 | 400         | 630             |
| 2       | René Sommerfeldt      | 23 / 8              | 12 / 22             | 39 / 0         | 10 / 26             | 17 / 14             | 18 / 13         | 21 / 10                | 1 / 50                 | 320         | 463             |
| 3       | Giorgio Di Centa      | 32 / 0              | 16 / 15             | 10 / 26        | 9 / 28              | 40 / 0              | 11 / 24         | 16 / 15                | 4 / 40                 | 240         | 388             |
| 4       | Tord Asle Gjerdalen   | 45 / 0              | 4 / 40              | 9 / 28         | 11 / 24             | 18 / 13             | 6 / 34          | 4 / 40                 | 28 / 3                 | 200         | 382             |
| 5       | Tor Arne Hetland      | 9 / 28              | 28 / 3              | 3 / 43         | 18 / 13             | 34 / 0              | 3 / 43          | 10 / 26                | 9 / 28                 | 180         | 363             |
| 6       | Franz Göring          | 15 / 16             | 24 / 7              | 33 / 0         | 8 / 30              | 36 / 0              | 25 / 6          | 3 / 43                 | 5 / 37                 | 160         | 299             |
| 7       | Pietro Piller Cottrer | 42 / 0              | 5 / 37              | 50 / 0         | 1 / 50              | 31 / 0              | 5 / 37          | 11 / 24                | 36 / 0                 | 144         | 292             |
| 8       | Petter Northug        | 29 / 2              | 11 / 24             | 5 / 37         | 27 / 4              | 23 / 8              | 1 / 50          | 13 / 20                | 25 / 6                 | 128         | 279             |
| 9       | Jewgienij Diemientjew | 28 / 3              | 15 / 16             | 47 / 0         | 26 / 5              | 6 / 34              | 16 / 15         | 6 / 34                 | 16 / 15                | 116         | 238             |
| 10      | Jens Arne Svartedal   | 6 / 34              | 27 / 4              | 28 / 3         | 35 / 0              | 2 / 46              | 15 / 16         | 2 / 46                 | 35 / 0                 | 104         | 253             |

## Czołówki zawodów

### Kobiety
| Lp | Data            | Miejscowość           | Dystans                          | 1 miejsce            | 2 miejsce              | 3 miejsce             |
| -- | --------------- | --------------------- | -------------------------------- | -------------------- | ---------------------- | --------------------- |
| 1. | 28 grudnia 2007 | Nové Město            | 3,3 km s. klasyczny (prolog)     | Virpi Kuitunen       | Aino-Kaisa Saarinen    | Justyna Kowalczyk     |
| 2. | 29 grudnia 2007 | Nové Město            | 10 km s. dowolny (handicap)      | Charlotte Kalla      | Sabina Valbusa         | Marit Bjørgen         |
| 3. | 30 grudnia 2007 | Praga                 | Sprint s. dowolny                | Arianna Follis       | Pirjo Muranen          | Marit Bjørgen         |
| 4. | 1 stycznia 2008 | Oberstdorf Nové Město | 5+5 km łączony                   | Charlotte Kalla      | Kristin Størmer Steira | Claudia Künzel-Nystad |
| 5. | 2 stycznia 2008 | Oberstdorf Nové Město | 10 km s. klasyczny               | Aino-Kaisa Saarinen  | Virpi Kuitunen         | Therese Johaug        |
| 6. | 4 stycznia 2008 | Asiago                | Sprint s. dowolny                | Charlotte Kalla      | Natalia Korostielowa   | Justyna Kowalczyk     |
| 7. | 5 stycznia 2008 | Val di Fiemme         | 10 km s. klasyczny (bieg masowy) | Virpi Kuitunen       | Charlotte Kalla        | Claudia Künzel-Nystad |
| 8. | 6 stycznia 2008 | Val di Fiemme         | 9 km s. dowolny (handicap)       | Wałentyna Szewczenko | Kristin Størmer Steira | Claudia Künzel-Nystad |

### Mężczyźni
| Lp | Data            | Miejscowość           | Dystans                          | 1 miejsce             | 2 miejsce           | 3 miejsce           |
| -- | --------------- | --------------------- | -------------------------------- | --------------------- | ------------------- | ------------------- |
| 1. | 28 grudnia 2007 | Nové Město            | 4,5 km s. klasyczny (prolog)     | Lukáš Bauer           | Axel Teichmann      | Odd-Bjørn Hjelmeset |
| 2. | 29 grudnia 2007 | Nové Město            | 15 km s. dowolny (handicap)      | Emmanuel Jonnier      | Lukáš Bauer         | Valerio Checchi     |
| 3. | 30 grudnia 2007 | Praga                 | Sprint s. dowolny                | Nikołaj Moriłow       | Simen Østensen      | Tor Arne Hetland    |
| 4. | 1 stycznia 2008 | Oberstdorf Nové Město | 10+10 km łączony                 | Pietro Piller Cottrer | Valerio Checchi     | Emmanuel Jonnier    |
| 5. | 2 stycznia 2008 | Oberstdorf Nové Město | 15 km s. klasyczny               | Lukáš Bauer           | Jens Arne Svartedal | Nikołaj Pankratow   |
| 6. | 4 stycznia 2008 | Asiago                | Sprint s. dowolny                | Petter Northug        | Nikołaj Czebot´ko   | Tor Arne Hetland    |
| 7. | 5 stycznia 2008 | Val di Fiemme         | 20 km s. klasyczny (bieg masowy) | Odd-Bjørn Hjelmeset   | Jens Arne Svartedal | Franz Göring        |
| 8. | 6 stycznia 2008 | Val di Fiemme         | 11 km s. dowolny (handicap)      | René Sommerfeldt      | Christian Hoffmann  | Martin Bajčičák     |

## Przebieg zawodów

### Kobiety

#### 28 grudnia20073,3 km techniką klasyczną, start indywidualnyNové Město,Czechy
| #  | Imię i nazwisko         | Narodowość | Czas   | Punkty PŚ |
| -- | ----------------------- | ---------- | ------ | --------- |
| 1  | Virpi Kuitunen          | Finlandia  | 9:22,8 | 50 pkt.   |
| 2  | Aino-Kaisa Saarinen     | Finlandia  | + 0,7  | 40 pkt.   |
| 3  | Justyna Kowalczyk       | Polska     | + 1,9  | 30 pkt.   |
| 4  | Marit Bjørgen           | Norwegia   | + 6,1  | 25 pkt.   |
| 5  | Seraina Mischol         | Szwajcaria | + 13,0 | 23 pkt.   |
| 6  | Julia Iwanowa           | Rosja      | + 14,4 | 20 pkt.   |
| 7  | Charlotte Kalla         | Szwecja    | + 14,5 | 18 pkt.   |
| 8  | Olga Roczewa            | Rosja      | + 14,8 | 16 pkt.   |
| 9  | Wałentyna Szewczenko    | Ukraina    | + 15,3 | 14 pkt.   |
| 10 | Therese Johaug          | Norwegia   | + 15,8 | 13 pkt.   |
| 11 | Arianna Follis          | Włochy     | + 17,2 | 12 pkt.   |
| 12 | Anna Hansson            | Szwecja    | + 17,4 | 11 pkt.   |
| 13 | Evi Sachenbacher-Stehle | Niemcy     | + 18,8 | 10 pkt.   |
| 14 | Vibeke Skofterud        | Norwegia   | + 19,7 | 9 pkt.    |
| 15 | Kateřina Smutná         | Austria    | + 20,4 | 8 pkt.    |
| 15 | Larisa Kurkina          | Rosja      | + 20,4 | 8 pkt.    |

| # | Imię i nazwisko     | Narodowość | Czas   |
| - | ------------------- | ---------- | ------ |
| 1 | Virpi Kuitunen      | Finlandia  | 9:07,8 |
| 2 | Aino-Kaisa Saarinen | Finlandia  | + 5,7  |
| 3 | Justyna Kowalczyk   | Polska     | + 11,9 |
| 4 | Marit Bjørgen       | Norwegia   | + 21,1 |
| 5 | Seraina Mischol     | Szwajcaria | + 28,0 |

| # | Imię i nazwisko     | Narodowość | Punkty |
| - | ------------------- | ---------- | ------ |
| 1 | Virpi Kuitunen      | Finlandia  | 15     |
| 2 | Aino-Kaisa Saarinen | Finlandia  | 10     |
| 3 | Justyna Kowalczyk   | Polska     | 5      |

Rywalizacja kobiet na 3,3 kilometra techniką klasyczną rozpoczęła rywalizację w Tour de Ski. Miała to być pierwsza "prawdziwa" rywalizacja Finki Virpi Kuitunen i Norweżki Marit Bjørgen, które to bardzo dobrze rozpoczęły starty w Pucharze Świata, ale w startach, które wygrała pierwsza zawodniczka nie startowała druga i na odwrót. Start w Novym Měście wygrała Finka wyprzedzając swoją rodaczkę Aino-Kaisa Saarinen oraz Justyna Kowalczyk, która straciła do Virpi 1,9 sekundy, lecz po dodaniu bonifikat Skandynawka miała przewagę 11,9 sekundy.

#### 29 grudnia200710 km techniką dowolną, bieg pościgowyNové Město,Czechy
| #  | Imię i nazwisko         | Narodowość | Czas    | Punkty PŚ |
| -- | ----------------------- | ---------- | ------- | --------- |
| 1  | Charlotte Kalla         | Szwecja    | 25:47,9 | 50 pkt.   |
| 2  | Sabina Valbusa          | Włochy     | + 2,1   | 40 pkt.   |
| 3  | Marit Bjørgen           | Norwegia   | + 8,2   | 30 pkt.   |
| 4  | Riitta-Liisa Roponen    | Finlandia  | + 9,3   | 25 pkt.   |
| 5  | Anna Hansson            | Szwecja    | + 12,7  | 23 pkt.   |
| 6  | Katrin Zeller           | Niemcy     | + 13,5  | 20 pkt.   |
| 7  | Arianna Follis          | Włochy     | + 14,5  | 18 pkt.   |
| 8  | Olga Roczewa            | Rosja      | + 14,8  | 16 pkt.   |
| 9  | Evi Sachenbacher-Stehle | Niemcy     | + 15,1  | 14 pkt.   |
| 10 | Vibeke Skofterud        | Norwegia   | + 16,6  | 13 pkt.   |
| 11 | Wałentyna Szewczenko    | Ukraina    | + 18,2  | 12 pkt.   |
| 12 | Seraina Mischol         | Szwajcaria | + 19,2  | 11 pkt.   |
| 13 | Natalia Korostielowa    | Rosja      | + 21,5  | 10 pkt.   |
| 14 | Astrid Jacobsen         | Norwegia   | + 22,0  | 9 pkt.    |
| 15 | Justyna Kowalczyk       | Polska     | + 24,6  | 8 pkt.    |

| # | Imię i nazwisko   | Narodowość | Czas    |
| - | ----------------- | ---------- | ------- |
| 1 | Marit Bjørgen     | Norwegia   | 35:25,0 |
| 2 | Charlotte Kalla   | Szwecja    | + 0,2   |
| 3 | Justyna Kowalczyk | Polska     | + 15,0  |
| 4 | Virpi Kuitunen    | Finlandia  | + 15,3  |
| 5 | Olga Roczewa      | Rosja      | + 15,8  |

| # | Imię i nazwisko     | Narodowość | Punkty |
| - | ------------------- | ---------- | ------ |
| 1 | Virpi Kuitunen      | Finlandia  | 15     |
| 2 | Aino-Kaisa Saarinen | Finlandia  | 10     |
| 3 | Justyna Kowalczyk   | Polska     | 5      |

Drugi odcinek Tour de Ski również odbył się w Novym Měście. Tym razem dystans był trzy razy dłuższy co spowodowało, iż najlepsza zawodniczka w poprzednim biegu nie utrzymała przodownictwa w Tour de Ski. Zastąpiła ją Marit Bjørgen, która po trzymaniu się w czołówce konkursu przez większość konkursu wygrała wyprzedzając na mecie Szwedkę Charlotte Kalle oraz Justynę Kowalczyk. Takie same miejsca jak w zawodach utworzyły się w klasyfikacji Tour de Ski. Polka utrzymała trzecie miejsce.

#### 30 grudnia20070,8 km techniką dowolną, sprintPraga,Czechy
| #                            | Imię i nazwisko         | Narodowość | Czas   | Punkty PŚ |
| ---------------------------- | ----------------------- | ---------- | ------ | --------- |
| 1                            | Arianna Follis          | Włochy     | 1:50,5 | 50 pkt.   |
| 2                            | Pirjo Muranen           | Finlandia  | + 0,2  | 40 pkt.   |
| 3                            | Marit Bjørgen           | Norwegia   | + 0,7  | 30 pkt.   |
| 4                            | Magda Genuin            | Włochy     | + 1,0  | 25 pkt.   |
| 5                            | Virpi Kuitunen          | Finlandia  | + 2,0  | 23 pkt.   |
| 6                            | Justyna Kowalczyk       | Polska     | + 10,9 | 20 pkt.   |
| Finał B                      |                         |            |        |           |
| 7                            | Seraina Mischol         | Szwajcaria | 1:51,3 | 18 pkt.   |
| 8                            | Alena Procházková       | Słowacja   | + 0,1  | 16 pkt.   |
| 9                            | Claudia Künzel-Nystad   | Niemcy     | + 0,6  | 14 pkt.   |
| 10                           | Natalia Korostielowa    | Rosja      | + 0,8  | 13 pkt.   |
| 11                           | Astrid Jacobsen         | Norwegia   | + 1,1  | 12 pkt.   |
| 12                           | Riitta-Liisa Roponen    | Finlandia  | + 1,3  | 11 pkt.   |
| Wyeliminowani w ćwierćfinale |                         |            |        |           |
| 13                           | Petra Majdič            | Słowenia   | -      | 10 pkt.   |
| 14                           | Aino-Kaisa Saarinen     | Finlandia  | -      | 9 pkt.    |
| 15                           | Evi Sachenbacher-Stehle | Niemcy     | -      | 8 pkt.    |

| # | Imię i nazwisko   | Narodowość | Czas    |
| - | ----------------- | ---------- | ------- |
| 1 | Marit Bjørgen     | Norwegia   | 36:25,6 |
| 2 | Arianna Follis    | Włochy     | + 9,4   |
| 3 | Justyna Kowalczyk | Polska     | + 22,0  |
| 4 | Virpi Kuitunen    | Finlandia  | + 23,5  |
| 5 | Seraina Mischol   | Szwajcaria | + 31,5  |

| # | Imię i nazwisko   | Narodowość | Punkty |
| - | ----------------- | ---------- | ------ |
| 1 | Arianna Follis    | Włochy     | 60     |
| 2 | Virpi Kuitunen    | Finlandia  | 59     |
| 3 | Pirjo Muranen     | Finlandia  | 56     |
| 4 | Marit Bjørgen     | Norwegia   | 52     |
| 5 | Magda Genuin      | Włochy     | 49     |
| 6 | Justyna Kowalczyk | Polska     | 47     |

Zawody sprinterskie odbyły się na tle zamku królewskiego w stolicy Czech. W kwalifikacjach, które odbyły się przed zawodami obyło się bez niespodzianek, choć słaby występ Kowalczyk (29. miejsce) mógł zaniepokoić kibiców. Jednak w zawodach Polka nie miała takich problemów, awansując do finału A pierwszy raz w tym sezonie. W półfinale ominęła kraksę na jednym z zakrętów, ale błąd w ostatnim biegu konkursu kobiet spowodował upadek i stracone szanse na ponowne stanięcie na podium. Za to na "pudle" stanęły: Arianna Follis, Pirjo Muranen i Marit Bjørgen. W klasyfikacji Tour'u liderką pozostała Norweżka. na drugie miejsce awansowała zwyciężczyni zawodów. Czołową trójkę zamyka Justyna Kowalczyk.

#### 1 stycznia200810 km techniką dowolną, bieg pościgowyOberstdorf,NiemcyNové Město,Czechy
| #  | Imię i nazwisko         | Narodowość | Czas    | Punkty PŚ |
| -- | ----------------------- | ---------- | ------- | --------- |
| 1  | Charlotte Kalla         | Szwecja    | 26:21,9 | 50 pkt.   |
| 2  | Kristin Størmer Steira  | Norwegia   | + 3,0   | 40 pkt.   |
| 3  | Claudia Künzel-Nystad   | Niemcy     | + 4,2   | 30 pkt.   |
| 4  | Natalia Korostielowa    | Rosja      | + 5,0   | 25 pkt.   |
| 5  | Stefanie Böhler         | Niemcy     | + 8,7   | 23 pkt.   |
| 6  | Evi Sachenbacher-Stehle | Niemcy     | + 11,7  | 20 pkt.   |
| 7  | Olga Roczewa            | Rosja      | + 11,8  | 18 pkt.   |
| 8  | Wałentyna Szewczenko    | Ukraina    | + 14,8  | 16 pkt.   |
| 9  | Justyna Kowalczyk       | Polska     | + 26,1  | 14 pkt.   |
| 10 | Astrid Jacobsen         | Norwegia   | + 27,3  | 13 pkt.   |
| 11 | Vibeke Skofterud        | Norwegia   | + 31,5  | 12 pkt.   |
| 12 | Virpi Kuitunen          | Finlandia  | + 32,1  | 11 pkt.   |
| 13 | Riitta-Liisa Roponen    | Finlandia  | + 33,4  | 10 pkt.   |
| 14 | Arianna Follis          | Włochy     | + 37,1  | 9 pkt.    |
| 15 | Anna Hansson            | Szwecja    | + 40,0  | 8 pkt.    |

| # | Imię i nazwisko       | Narodowość | Czas      |
| - | --------------------- | ---------- | --------- |
| 1 | Charlotte Kalla       | Szwecja    | 1:03:25,5 |
| 2 | Arianna Follis        | Włochy     | + 8,5     |
| 3 | Justyna Kowalczyk     | Polska     | + 10,1    |
| 4 | Virpi Kuitunen        | Finlandia  | + 17,6    |
| 5 | Claudia Künzel-Nystad | Niemcy     | + 30,8    |

| # | Imię i nazwisko   | Narodowość | Punkty |
| - | ----------------- | ---------- | ------ |
| 1 | Arianna Follis    | Włochy     | 60     |
| 2 | Virpi Kuitunen    | Finlandia  | 59     |
| 3 | Pirjo Muranen     | Finlandia  | 56     |
| 4 | Marit Bjørgen     | Norwegia   | 52     |
| 5 | Magda Genuin      | Włochy     | 49     |
| 6 | Justyna Kowalczyk | Polska     | 47     |

Pierwsze zawody w biegach narciarskich kobiet odbył się w ... Novym Měście. Pierwotne miały odbyć się w Oberstdorfie, ale ponieważ niemiecka telewizja nie mogła pokazywać dwóch prestiżowych imprez na żywo w tym samym czasie (Turniej Czterech Skoczni) to zawody odbyły się w Czechach. Zwyciężczynią okazała się Charlotte Kalla, która wyprzedziła Ariannę Follis oraz Justynę Kowalczyk. Na półmetku liderką została Szwedka, która jest czwartą liderką turnieju w ciągu czterech konkursów.

#### 2 stycznia200810 km techniką klasyczną, start indywidualnyOberstdorf,NiemcyNové Město,Czechy
| #  | Imię i nazwisko        | Narodowość | Czas    | Punkty PŚ |
| -- | ---------------------- | ---------- | ------- | --------- |
| 1  | Aino-Kaisa Saarinen    | Finlandia  | 28:55,7 | 50 pkt.   |
| 2  | Virpi Kuitunen         | Finlandia  | + 2,6   | 40 pkt.   |
| 3  | Therese Johaug         | Norwegia   | + 13,3  | 30 pkt.   |
| 4  | Olga Roczewa           | Rosja      | + 14,3  | 25 pkt.   |
| 5  | Wałentyna Szewczenko   | Ukraina    | + 23,0  | 23 pkt.   |
| 6  | Charlotte Kalla        | Szwecja    | + 25,2  | 20 pkt.   |
| 7  | Petra Majdič           | Słowenia   | + 25,3  | 18 pkt.   |
| 8  | Justyna Kowalczyk      | Polska     | + 32,2  | 16 pkt.   |
| 9  | Arianna Follis         | Włochy     | + 47,9  | 14 pkt.   |
| 10 | Astrid Jacobsen        | Norwegia   | + 49,7  | 13 pkt.   |
| 11 | Seraina Mischol        | Szwajcaria | + 53,0  | 12 pkt.   |
| 12 | Pirjo Muranen          | Finlandia  | + 54,4  | 11 pkt.   |
| 13 | Katrin Zeller          | Niemcy     | + 55,9  | 10 pkt.   |
| 14 | Kristin Størmer Steira | Norwegia   | + 58,6  | 9 pkt.    |
| 15 | Vibeke Skofterud       | Norwegia   | + 58,8  | 9 pkt.    |

| # | Imię i nazwisko   | Narodowość | Czas      |
| - | ----------------- | ---------- | --------- |
| 1 | Virpi Kuitunen    | Finlandia  | 1:32:21,4 |
| 2 | Charlotte Kalla   | Szwecja    | + 25,0    |
| 3 | Justyna Kowalczyk | Polska     | +42,1     |
| 4 | Olga Roczewa      | Rosja      | + 45,7    |
| 5 | Arianna Follis    | Włochy     | + 56,2    |

| # | Imię i nazwisko     | Narodowość | Punkty |
| - | ------------------- | ---------- | ------ |
| 1 | Virpi Kuitunen      | Finlandia  | 79     |
| 2 | Arianna Follis      | Włochy     | 60     |
| 3 | Aino-Kaisa Saarinen | Finlandia  | 57     |
| 4 | Pirjo Muranen       | Finlandia  | 56     |
| 5 | Marit Bjørgen       | Norwegia   | 52     |
| 6 | Magda Genuin        | Włochy     | 49     |
| 7 | Justyna Kowalczyk   | Polska     | 47     |

Ostatnie zawody kobiet w Czechach odbyły się na dystansie 10 km stylem klasycznym. Polscy kibice liczyli na wysokie miejsce Justyny Kowalczyk, dla której jest to "koronna" konkurencja. Jednak tym razem reprezentantka Polski nie stanęła na podium, ale i tak zaliczyła dobry występ ukończywszy bieg na 8 pozycji. Najlepsze okazały się Finki Aino-Kaisa Saarinen oraz Virpi Kuitunen, które wyprzedziły Norweżkę Therese Johaug. Na prowadzenie w Tourze awansowała Kuitunen, Kowalczyk utrzymała trzecią pozycję.

#### 4 stycznia20081,2 km techniką dowolną, sprintAsiago,Włochy
| #                            | Imię i nazwisko       | Narodowość | Czas   | Punkty PŚ |
| ---------------------------- | --------------------- | ---------- | ------ | --------- |
| 1                            | Charlotte Kalla       | Szwecja    | 2:51,0 | 50 pkt.   |
| 2                            | Natalia Korostielowa  | Rosja      | + 0,6  | 40 pkt.   |
| 3                            | Justyna Kowalczyk     | Polska     | + 1,2  | 30 pkt.   |
| 4                            | Arianna Follis        | Włochy     | + 1,2  | 25 pkt.   |
| 5                            | Olga Roczewa          | Rosja      | + 3,9  | 23 pkt.   |
| 6                            | Astrid Jacobsen       | Norwegia   | + 14,3 | 20 pkt.   |
| Finał B                      |                       |            |        |           |
| 7                            | Pirjo Muranen         | Finlandia  | 2:55,3 | 18 pkt.   |
| 8                            | Riitta-Liisa Roponen  | Finlandia  | + 0,7  | 16 pkt.   |
| 9                            | Magda Genuin          | Włochy     | + 2,5  | 14 pkt.   |
| 10                           | Alena Procházková     | Słowacja   | + 3,3  | 13 pkt.   |
| 11                           | Virpi Kuitunen        | Finlandia  | + 3,4  | 12 pkt.   |
| 12                           | Vesna Fabjan          | Słowenia   | + 3,4  | 11 pkt.   |
| Wyeliminowane w ćwierćfinale |                       |            |        |           |
| 13                           | Claudia Künzel-Nystad | Niemcy     | -      | 10 pkt.   |
| 14                           | Natalja Iljina        | Rosja      | -      | 9 pkt.    |
| 15                           | Petra Majdič          | Słowenia   | -      | 8 pkt.    |

| # | Imię i nazwisko   | Narodowość | Czas      |
| - | ----------------- | ---------- | --------- |
| 1 | Virpi Kuitunen    | Finlandia  | 1:34:41,3 |
| 2 | Charlotte Kalla   | Szwecja    | + 0,2     |
| 3 | Justyna Kowalczyk | Polska     | + 23,7    |
| 4 | Olga Roczewa      | Rosja      | + 36,1    |
| 5 | Arianna Follis    | Włochy     | + 38,2    |

| # | Imię i nazwisko      | Narodowość | Punkty |
| - | -------------------- | ---------- | ------ |
| 1 | Virpi Kuitunen       | Finlandia  | 111    |
| 2 | Arianna Follis       | Włochy     | 109    |
| 3 | Justyna Kowalczyk    | Polska     | 99     |
| 4 | Pirjo Muranen        | Finlandia  | 96     |
| 5 | Natalia Korostielowa | Rosja      | 90     |
| 6 | Magda Genuin         | Włochy     | 85     |
| 7 | Charlotte Kalla      | Szwecja    | 75     |
| 8 | Astrid Jacobsen      | Norwegia   | 74     |

#### 5 stycznia200810 km techniką klasyczną, ze startu wspólnegoVal di Fiemme,Włochy
| #  | Imię i nazwisko         | Narodowość | Czas    | Punkty PŚ |
| -- | ----------------------- | ---------- | ------- | --------- |
| 1  | Virpi Kuitunen          | Finlandia  | 32:48,1 | 50 pkt.   |
| 2  | Charlotte Kalla         | Szwecja    | + 4,5   | 40 pkt.   |
| 3  | Claudia Künzel-Nystad   | Niemcy     | + 5,0   | 30 pkt.   |
| 4  | Olga Roczewa            | Rosja      | + 5,1   | 25 pkt.   |
| 5  | Katrin Zeller           | Niemcy     | + 5,5   | 23 pkt.   |
| 6  | Evi Sachenbacher-Stehle | Niemcy     | + 5,6   | 20 pkt.   |
| 7  | Anna Hansson            | Szwecja    | + 5,7   | 18 pkt.   |
| 8  | Pirjo Muranen           | Finlandia  | + 12,4  | 16 pkt.   |
| 9  | Kristin Størmer Steira  | Norwegia   | + 13,0  | 14 pkt.   |
| 10 | Arianna Follis          | Włochy     | + 13,2  | 13 pkt.   |
| 11 | Larisa Kurkina          | Rosja      | + 17,2  | 12 pkt.   |
| 12 | Kateřina Smutná         | Austria    | + 20,5  | 11 pkt.   |
| 13 | Seraina Mischol         | Szwajcaria | + 28,3  | 10 pkt.   |
| 14 | Petra Majdič            | Słowenia   | + 28,8  | 9 pkt.    |
| 15 | Therese Johaug          | Norwegia   | + 29,4  | 8 pkt.    |

| # | Imię i nazwisko      | Narodowość | Czas      |
| - | -------------------- | ---------- | --------- |
| 1 | Virpi Kuitunen       | Finlandia  | 2:06:44,4 |
| 2 | Charlotte Kalla      | Szwecja    | + 39,7    |
| 3 | Olga Roczewa         | Rosja      | + 1:26,2  |
| 4 | Arianna Follis       | Włochy     | + 1:36,4  |
| 5 | Justyna Kowalczyk    | Polska     | + 2:19,1  |
| 6 | Natalia Korostielowa | Rosja      | + 2:39,7  |

| # | Imię i nazwisko      | Narodowość | Punkty |
| - | -------------------- | ---------- | ------ |
| 1 | Virpi Kuitunen       | Finlandia  | 156    |
| 2 | Arianna Follis       | Włochy     | 109    |
| 3 | Pirjo Muranen        | Finlandia  | 106    |
| 4 | Justyna Kowalczyk    | Polska     | 99     |
| 5 | Natalia Korostielowa | Rosja      | 90     |

#### 6 stycznia200810 km techniką dowolną, bieg pościgowyVal di Fiemme,Włochy
| #  | Imię i nazwisko         | Narodowość | Czas    | Punkty PŚ |
| -- | ----------------------- | ---------- | ------- | --------- |
| 1  | Wałentyna Szewczenko    | Ukraina    | 34:06,2 | 50 pkt.   |
| 2  | Kristin Størmer Steira  | Norwegia   | +55,3   | 40 pkt.   |
| 3  | Claudia Künzel-Nystad   | Niemcy     | +1:10,8 | 30 pkt.   |
| 4  | Therese Johaug          | Norwegia   | +1:16,5 | 25 pkt.   |
| 5  | Stefanie Böhler         | Niemcy     | +1:17,3 | 23 pkt.   |
| 6  | Katrin Zeller           | Niemcy     | +1:25,0 | 20 pkt.   |
| 7  | Arianna Follis          | Włochy     | +1:27,3 | 18 pkt.   |
| 8  | Riitta-Liisa Roponen    | Finlandia  | +1:29,1 | 16 pkt.   |
| 9  | Charlotte Kalla         | Szwecja    | +1:30,7 | 14 pkt.   |
| 10 | Evi Sachenbacher-Stehle | Niemcy     | +1:32,8 | 13 pkt.   |
| 11 | Anna Hansson            | Szwecja    | +1:39,7 | 12 pkt.   |
| 12 | Antonella Confortola    | Włochy     | +1:48,6 | 11 pkt.   |
| 13 | Seraina Mischol         | Szwajcaria | +1:52,3 | 10 pkt.   |
| 14 | Jewgienija Miedwiediewa | Rosja      | +1:53,7 | 9 pkt.    |
| 15 | Sabina Valbusa          | Włochy     | +1:57,5 | 8 pkt.    |

| # | Imię i nazwisko      | Narodowość | Czas      |
| - | -------------------- | ---------- | --------- |
| 1 | Charlotte Kalla      | Szwecja    | 2:43:01,0 |
| 2 | Virpi Kuitunen       | Finlandia  | +36,4     |
| 3 | Arianna Follis       | Włochy     | +53,3     |
| 4 | Wałentyna Szewczenko | Ukraina    | +1:09,2   |
| 5 | Olga Roczewa         | Rosja      | +1:14,8   |

| # | Imię i nazwisko      | Narodowość | Punkty |
| - | -------------------- | ---------- | ------ |
| 1 | Virpi Kuitunen       | Finlandia  | 156    |
| 2 | Arianna Follis       | Włochy     | 109    |
| 3 | Pirjo Muranen        | Finlandia  | 106    |
| 4 | Justyna Kowalczyk    | Polska     | 99     |
| 5 | Natalia Korostielowa | Rosja      | 90     |

### Mężczyźni

#### 28 grudnia20074,5 km techniką klasyczną, start indywidualnyNové Město,Czechy
| #  | Imię i nazwisko     | Narodowość | Czas    | Punkty PŚ |
| -- | ------------------- | ---------- | ------- | --------- |
| 1  | Lukáš Bauer         | Czechy     | 11:15,6 | 50 pkt.   |
| 2  | Axel Teichmann      | Niemcy     | + 1,0   | 40 pkt.   |
| 3  | Odd-Bjørn Hjelmeset | Norwegia   | + 3,3   | 30 pkt.   |
| 4  | Sami Jauhojärvi     | Finlandia  | + 3,5   | 25 pkt.   |
| 5  | Mats Larsson        | Szwecja    | + 4,9   | 23 pkt.   |
| 6  | Jens Arne Svartedal | Norwegia   | + 5,6   | 20 pkt.   |
| 7  | Dmitrij Łaszenko    | Rosja      | + 8,5   | 18 pkt.   |
| 8  | Anders Södergren    | Szwecja    | + 10,6  | 16 pkt.   |
| 9  | John Kristian Dahl  | Norwegia   | + 12,8  | 14 pkt.   |
| 9  | Tor Arne Hetland    | Norwegia   | + 12,8  | 14 pkt.   |
| 11 | Eldar Rønning       | Norwegia   | + 14,1  | 12 pkt.   |
| 12 | Ville Nousiainen    | Finlandia  | + 14,4  | 11 pkt.   |
| 13 | Maksim Wylegżanin   | Rosja      | + 14,7  | 10 pkt.   |
| 14 | Martin Jakš         | Czechy     | + 15,5  | 9 pkt.    |
| 15 | Franz Göring        | Niemcy     | + 15,6  | 8 pkt.    |

| # | Imię i nazwisko     | Narodowość | Czas    |
| - | ------------------- | ---------- | ------- |
| 1 | Lukáš Bauer         | Czechy     | 11:00,6 |
| 2 | Axel Teichmann      | Niemcy     | + 6,0   |
| 3 | Odd-Bjørn Hjelmeset | Norwegia   | + 13,3  |
| 4 | Sami Jauhojärvi     | Finlandia  | + 18,5  |
| 5 | Mats Larsson        | Szwecja    | + 19,9  |

| # | Imię i nazwisko     | Narodowość | Punkty |
| - | ------------------- | ---------- | ------ |
| 1 | Lukáš Bauer         | Czechy     | 15     |
| 2 | Axel Teichmann      | Niemcy     | 10     |
| 3 | Odd-Bjørn Hjelmeset | Norwegia   | 5      |

Rywalizacja mężczyzn na 4,5 kilometra techniką klasyczną rozpoczęła rywalizację w Tour de Ski najlepszych biegaczy na świecie. Zapowiadano, iż do walki o zwycięstwo włączą się dwoje uczestników: Niemiec Axel Teichmann (obrońca tytułu) oraz Czech Lukáš Bauer (lider Pucharu Świata). Tak też się stało i ci dwaj zawodnicy uplasowali się na czołowych pozycjach. Zawodnik zza Odry stracił do Bauera sekundę, ale bonifikata spowodowała, iż w Tour de Ski Niemiec tracił pięć sekund.

#### 29 grudnia200710 km techniką dowolną, bieg pościgowyNové Město,Czechy
| #  | Imię i nazwisko       | Narodowość | Czas    | Punkty PŚ |
| -- | --------------------- | ---------- | ------- | --------- |
| 1  | Emmanuel Jonnier      | Francja    | 34:43,9 | 50 pkt.   |
| 2  | Lukáš Bauer           | Czechy     | + 9,6   | 40 pkt.   |
| 3  | Valerio Checchi       | Włochy     | + 11,2  | 30 pkt.   |
| 4  | Tord Asle Gjerdalen   | Norwegia   | + 11,6  | 25 pkt.   |
| 5  | Pietro Piller Cottrer | Włochy     | + 16,2  | 23 pkt.   |
| 6  | Martin Bajčičák       | Słowacja   | + 17,6  | 20 pkt.   |
| 6  | Fabio Santus          | Włochy     | + 17,6  | 20 pkt.   |
| 8  | Jean-Marc Gaillard    | Francja    | + 18,5  | 16 pkt.   |
| 9  | Simen Østensen        | Norwegia   | + 20,3  | 14 pkt.   |
| 10 | Tobias Angerer        | Niemcy     | + 20,4  | 13 pkt.   |
| 11 | Petter Northug        | Norwegia   | + 20,6  | 12 pkt.   |
| 12 | René Sommerfeldt      | Niemcy     | + 21,2  | 11 pkt.   |
| 13 | Martin Koukal         | Czechy     | + 21,4  | 10 pkt.   |
| 14 | Marcus Hellner        | Szwecja    | + 21,5  | 9 pkt.    |
| 15 | Jewgienij Diemientjew | Rosja      | + 22,7  | 8 pkt.    |

| # | Imię i nazwisko   | Narodowość | Czas    |
| - | ----------------- | ---------- | ------- |
| 1 | Lukáš Bauer       | Czechy     | 45:54,1 |
| 2 | Marcus Hellner    | Szwecja    | + 47,0  |
| 3 | Anders Södergren  | Szwecja    | + 47,9  |
| 4 | Maksim Wylegżanin | Rosja      | + 48,0  |
| 5 | Simen Østensen    | Norwegia   | + 48,9  |

| # | Imię i nazwisko     | Narodowość | Punkty |
| - | ------------------- | ---------- | ------ |
| 1 | Lukáš Bauer         | Czechy     | 15     |
| 2 | Axel Teichmann      | Niemcy     | 10     |
| 3 | Odd-Bjørn Hjelmeset | Norwegia   | 5      |

Drugi bieg w Novym Měście powiększył różnicę Lukáša Bauera, który z sześciosekundowej przewagi na starcie nad drugim zawodnikiem do 47 na mecie (w pewnym momencie na trasie Czech miał 58 sekund przewagi). W Tour de Ski zmieniła się pozostała część podium. Teraz na nim stali również daj Szwedzi Marcus Hellner oraz Anders Södergren, którzy w biegu na 15 kilometrów uplasowali się na tych samych pozycjach.

#### 30 grudnia20071,2 km techniką dowolną, sprintPraga,Czechy
| #                            | Imię i nazwisko      | Narodowość | Czas | Punkty PŚ |
| ---------------------------- | -------------------- | ---------- | ---- | --------- |
| 1                            | Nikołaj Moriłow      | Rosja      |      | 50 pkt.   |
| 2                            | Simen Østensen       | Norwegia   |      | 40 pkt.   |
| 3                            | Tor Arne Hetland     | Norwegia   |      | 30 pkt.   |
| 4                            | Andriej Parfionow    | Rosja      |      | 25 pkt.   |
| 5                            | Petter Northug       | Norwegia   |      | 23 pkt.   |
| 6                            | Maksim Wylegżanin    | Rosja      |      | 20 pkt.   |
| Finał B                      |                      |            |      |           |
| 7                            | Timo Simonlatser     | Estonia    |      | 18 pkt.   |
| 8                            | Dušan Kožíšek        | Czechy     |      | 16 pkt.   |
| 9                            | Tord Asle Gjerdalen  | Norwegia   |      | 14 pkt.   |
| 10                           | Giorgio Di Centa     | Włochy     |      | 13 pkt.   |
| 11                           | Sami Jauhojärvi      | Finlandia  |      | 12 pkt.   |
| 12                           | Renato Pasini        | Włochy     |      | 11 pkt.   |
| Wyeliminowani w ćwierćfinale |                      |            |      |           |
| 13                           | Damien Ambrosetti    | Francja    | -    | 10 pkt.   |
| 14                           | Dario Cologna        | Szwajcaria | -    | 9 pkt.    |
| 15                           | Freddy Schwienbacher | Włochy     | -    | 8 pkt.    |

| # | Imię i nazwisko   | Narodowość | Czas    |
| - | ----------------- | ---------- | ------- |
| 1 | Simen Østensen    | Norwegia   | 47:27,2 |
| 2 | Lukáš Bauer       | Czechy     | +12,1   |
| 3 | Tor Arne Hetland  | Norwegia   | +14,9   |
| 4 | Maksim Wylegżanin | Rosja      | +15,2   |
| 5 | Petter Northug    | Norwegia   | +17,1   |

| # | Imię i nazwisko   | Narodowość | Punkty |
| - | ----------------- | ---------- | ------ |
| 1 | Nikołaj Moriłow   | Rosja      | 60     |
| 2 | Simen Østensen    | Norwegia   | 56     |
| 3 | Tor Arne Hetland  | Norwegia   | 52     |
| 4 | Andriej Parfionow | Rosja      | 49     |
| 5 | Petter Northug    | Norwegia   | 44     |

Jedyne zawody sprinterskie techniką dowolną w Tour de Ski odbyły się w stolicy Czech. W eliminacjach doszło do kilku niespodzianek. Nie zakwalifikowali się m.in. Lukáš Bauer, Axel Teichmann, czy Mathias Fredriksson (dobry sprinter). Jednak niewystąpienie tych zawodników w konkursie głównym nie spowodowało zmniejszenia atrakcyjności zawodów. Upadki w półfinałach i finałach spowodowały dramaturgię przez co niektóre wyniki były dosyć zaskakujące. Zwycięzcą okazał się Nikołaj Moriłow, który na mecie wyprzedził o 0,3 sekundy Østensena i o 0,5 Hetlanda. W klasyfikacji Tour'u na prowadzenie wyszedł Simen Østensen, który wyprzedził dotychczasowego lidera o 14,1 sekundy.

#### 1 stycznia200815 km techniką dowolną, bieg pościgowyOberstdorf,NiemcyNové Město,Czechy
| #  | Imię i nazwisko       | Narodowość | Czas    | Punkty PŚ |
| -- | --------------------- | ---------- | ------- | --------- |
| 1  | Pietro Piller Cottrer | Włochy     | 35:30,4 | 50 pkt.   |
| 2  | Valerio Checchi       | Włochy     | + 4,5   | 40 pkt.   |
| 3  | Emmanuel Jonnier      | Francja    | + 15,3  | 30 pkt.   |
| 4  | Martin Koukal         | Czechy     | + 18,2  | 25 pkt.   |
| 5  | Fabio Santus          | Włochy     | + 30,7  | 23 pkt.   |
| 6  | Martin Jakš           | Czechy     | + 35,0  | 20 pkt.   |
| 7  | Axel Teichmann        | Niemcy     | + 35,3  | 18 pkt.   |
| 8  | Franz Göring          | Niemcy     | + 35,6  | 16 pkt.   |
| 9  | Giorgio Di Centa      | Włochy     | + 39,4  | 14 pkt.   |
| 10 | René Sommerfeldt      | Niemcy     | + 42,5  | 13 pkt.   |
| 11 | Tord Asle Gjerdalen   | Niemcy     | + 46,5  | 12 pkt.   |
| 12 | Christian Hoffmann    | Austria    | + 50,6  | 11 pkt.   |
| 13 | Lukáš Bauer           | Czechy     | + 52,4  | 10 pkt.   |
| 14 | Ilja Czernousow       | Rosja      | + 52,5  | 9 pkt.    |
| 15 | Aleksandr Legkow      | Rosja      | + 52,7  | 8 pkt.    |

| # | Imię i nazwisko       | Narodowość | Czas      |
| - | --------------------- | ---------- | --------- |
| 1 | Lukáš Bauer           | Czechy     | 1:24:02,1 |
| 2 | Martin Koukal         | Czechy     | + 3,2     |
| 3 | Pietro Piller Cottrer | Włochy     | + 3,4     |
| 4 | Valerio Checchi       | Włochy     | + 4,6     |
| 5 | Tord Asle Gjerdalen   | Norwegia   | + 6,9     |

| # | Imię i nazwisko   | Narodowość | Punkty |
| - | ----------------- | ---------- | ------ |
| 1 | Nikołaj Moriłow   | Rosja      | 60     |
| 2 | Simen Østensen    | Norwegia   | 56     |
| 3 | Tor Arne Hetland  | Norwegia   | 52     |
| 4 | Andriej Parfionow | Rosja      | 49     |
| 5 | Petter Northug    | Norwegia   | 44     |

Potwierdziła się dominacja Lukáša Bauera w tej edycji Tour de Ski. Czech wygrał czwarty etap turnieju wyprzedzając swojego kolegę z reprezentacji Martina Koukala oraz Włocha Pietro Piller Cottrer. Bauer powrócił na pozycje lidera Touru.

#### 2 stycznia200815 km techniką klasyczną, start indywidualnyOberstdorf,NiemcyNové Město,Czechy
| #  | Imię i nazwisko       | Narodowość | Czas     | Punkty PŚ |
| -- | --------------------- | ---------- | -------- | --------- |
| 1  | Lukáš Bauer           | Czechy     | 38:26,9  | 50 pkt.   |
| 2  | Jens Arne Svartedal   | Norwegia   | + 27,8   | 40 pkt.   |
| 3  | Nikołaj Pankratow     | Rosja      | + 28,5   | 30 pkt.   |
| 4  | Mats Larsson          | Szwecja    | + 40,0   | 25 pkt.   |
| 5  | Eldar Rønning         | Norwegia   | + 49,9   | 23 pkt.   |
| 6  | Jewgienij Diemientjew | Rosja      | + 55,9   | 20 pkt.   |
| 7  | Maksim Wylegżanin     | Rosja      | + 56,1   | 18 pkt.   |
| 8  | Odd-Bjørn Hjelmeset   | Norwegia   | + 1:15,7 | 16 pkt.   |
| 9  | Jaak Mae              | Estonia    | + 1:19,9 | 14 pkt.   |
| 10 | Ilja Czernousow       | Rosja      | + 1:20,8 | 13 pkt.   |
| 11 | Aleksiej Połtaranin   | Kazachstan | + 1:24,1 | 12 pkt.   |
| 12 | Aleksandr Legkow      | Rosja      | + 1:26,2 | 11 pkt.   |
| 13 | Stanisław Wołżencew   | Rosja      | + 1:29,9 | 10 pkt.   |
| 14 | Anders Södergren      | Szwecja    | + 1:30,2 | 9 pkt.    |
| 15 | Dmitrij Łaszenko      | Rosja      | + 1:31,7 | 8 pkt.    |

| # | Imię i nazwisko       | Narodowość | Czas      |
| - | --------------------- | ---------- | --------- |
| 1 | Lukáš Bauer           | Czechy     | 2:02:04,0 |
| 2 | Tord Asle Gjerdalen   | Norwegia   | + 2:07,3  |
| 3 | Pietro Piller Cottrer | Włochy     | + 2:32,8  |
| 4 | René Sommerfeldt      | Niemcy     | + 2:39,3  |
| 5 | Emmanuel Jonnier      | Francja    | + 2:41,7  |

| # | Imię i nazwisko   | Narodowość | Punkty |
| - | ----------------- | ---------- | ------ |
| 1 | Nikołaj Moriłow   | Rosja      | 60     |
| 2 | Simen Østensen    | Norwegia   | 56     |
| 3 | Andriej Parfionow | Rosja      | 54     |
| 4 | Tor Arne Hetland  | Norwegia   | 52     |
| 5 | Petter Northug    | Norwegia   | 44     |
| 6 | Maksim Wylegżanin | Rosja      | 42     |

Ostatni konkurs Tour de Ski, który odbył się w Novym Měście wygrał król tych tras Lukáš Bauer. Reprezentant Czech wygrał wszystkie konkursy w tym mieście podczas drugiej edycji Touru i ma już w klasyfikacji generalnej ponad 2 minuty przewagi nad drugim Gjerdalenem, a nad trzecim Cottrerem już 2,5 minuty.

#### 4 stycznia20081,2 km techniką dowolną, sprintAsiago,Włochy
| #                            | Imię i nazwisko       | Narodowość | Czas   | Punkty PŚ |
| ---------------------------- | --------------------- | ---------- | ------ | --------- |
| 1                            | Petter Northug        | Norwegia   | 2:33,8 | 50 pkt.   |
| 2                            | Nikołaj Czebot´ko     | Kazachstan | + 0,2  | 40 pkt.   |
| 3                            | Tor Arne Hetland      | Norwegia   | + 0,2  | 30 pkt.   |
| 4                            | Cristian Zorzi        | Włochy     | + 0,3  | 25 pkt.   |
| 5                            | Pietro Piller Cottrer | Włochy     | + 0,3  | 23 pkt.   |
| 6                            | Tord Asle Gjerdalen   | Norwegia   | + 4,7  | 20 pkt.   |
| Finał B                      |                       |            |        |           |
| 7                            | Martin Koukal         | Czechy     | 2:33,9 | 18 pkt.   |
| 8                            | Marcus Hellner        | Szwecja    | + 1,1  | 16 pkt.   |
| 9                            | John Kristian Dahl    | Norwegia   | + 1,9  | 14 pkt.   |
| 10                           | Maksim Wylegżanin     | Rosja      | + 2,3  | 13 pkt.   |
| 11                           | Giorgio Di Centa      | Włochy     | + 2,5  | 12 pkt.   |
| 12                           | Nikołaj Moriłow       | Rosja      | + 7,9  | 11 pkt.   |
| Wyeliminowani w ćwierćfinale |                       |            |        |           |
| 13                           | Eldar Rønning         | Norwegia   | -      | 10 pkt.   |
| 14                           | Ville Nousiainen      | Finlandia  | -      | 9 pkt.    |
| 15                           | Jens Arne Svartedal   | Norwegia   | -      | 8 pkt.    |

| # | Imię i nazwisko       | Narodowość | Czas      |
| - | --------------------- | ---------- | --------- |
| 1 | Lukáš Bauer           | Czechy     | 2:04:42,0 |
| 2 | Tord Asle Gjerdalen   | Norwegia   | + 1:17,1  |
| 3 | Pietro Piller Cottrer | Włochy     | + 1:45,2  |
| 4 | Tor Arne Hetland      | Norwegia   | + 2:00,4  |
| 5 | Petter Northug        | Norwegia   | + 2:03,9  |

| # | Imię i nazwisko     | Narodowość | Punkty |
| - | ------------------- | ---------- | ------ |
| 1 | Petter Northug      | Norwegia   | 104    |
| 1 | Tor Arne Hetland    | Norwegia   | 104    |
| 3 | Nikołaj Moriłow     | Rosja      | 90     |
| 4 | Tord Asle Gjerdalen | Norwegia   | 78     |
| 5 | Maksim Wylegżanin   | Rosja      | 76     |
| 6 | John Kristian Dahl  | Norwegia   | 66     |
| 6 | Giorgio Di Centa    | Włochy     | 66     |

#### 5 stycznia200820 km techniką klasyczną, ze startu wspólnegoVal di Fiemme,Włochy
| #  | Imię i nazwisko       | Narodowość | Czas      | Punkty PŚ |
| -- | --------------------- | ---------- | --------- | --------- |
| 1  | Odd-Bjørn Hjelmeset   | Norwegia   | 1:00:17,8 | 50 pkt.   |
| 2  | Jens Arne Svartedal   | Norwegia   | 1:00:17,8 | 40 pkt.   |
| 3  | Franz Göring          | Niemcy     | + 3,2     | 30 pkt.   |
| 4  | Tord Asle Gjerdalen   | Norwegia   | + 5,2     | 25 pkt.   |
| 5  | Axel Teichmann        | Niemcy     | + 5,5     | 23 pkt.   |
| 6  | Jewgienij Diemientjew | Rosja      | + 6,2     | 20 pkt.   |
| 7  | Lukáš Bauer           | Czechy     | + 7,5     | 18 pkt.   |
| 8  | Valerio Checchi       | Włochy     | + 9,0     | 16 pkt.   |
| 9  | Tobias Angerer        | Niemcy     | + 10,2    | 14 pkt.   |
| 10 | Tor Arne Hetland      | Norwegia   | + 10,2    | 13 pkt.   |
| 11 | Pietro Piller Cottrer | Włochy     | + 11,0    | 12 pkt.   |
| 12 | Ville Nousiainen      | Finlandia  | + 12,8    | 11 pkt.   |
| 13 | Petter Northug        | Norwegia   | + 20,4    | 10 pkt.   |
| 14 | John Kristian Dahl    | Norwegia   | + 21,1    | 9 pkt.    |
| 15 | Eldar Rønning         | Norwegia   | + 21,9    | 8 pkt.    |

| # | Imię i nazwisko       | Narodowość | Czas      |
| - | --------------------- | ---------- | --------- |
| 1 | Lukáš Bauer           | Czechy     | 3:04:22,3 |
| 2 | Tord Asle Gjerdalen   | Norwegia   | + 1:49,8  |
| 3 | Pietro Piller Cottrer | Włochy     | + 2:23,7  |
| 4 | Jens Arne Svartedal   | Norwegia   | + 2:41,2  |
| 5 | Tor Arne Hetland      | Norwegia   | + 2:48,1  |
| 6 | Giorgio Di Centa      | Włochy     | + 2:58,3  |
| 7 | Petter Northug        | Norwegia   | + 3:01,8  |

| # | Imię i nazwisko     | Narodowość | Punkty |
| - | ------------------- | ---------- | ------ |
| 1 | Petter Northug      | Norwegia   | 104    |
| 1 | Tor Arne Hetland    | Norwegia   | 104    |
| 3 | Giorgio Di Centa    | Włochy     | 96     |
| 4 | Nikołaj Moriłow     | Rosja      | 90     |
| 5 | Tord Asle Gjerdalen | Norwegia   | 88     |

#### 6 stycznia200811 km techniką dowolną, bieg pościgowyVal di Fiemme,Włochy
| #  | Imię i nazwisko    | Narodowość | Czas    | Punkty PŚ |
| -- | ------------------ | ---------- | ------- | --------- |
| 1  | René Sommerfeldt   | Niemcy     | 32:59,0 | 50 pkt.   |
| 2  | Christian Hoffmann | Austria    | +19,3   | 40 pkt.   |
| 3  | Martin Bajčičák    | Słowacja   | +19,8   | 30 pkt.   |
| 4  | Giorgio Di Centa   | Włochy     | +35,4   | 25 pkt.   |
| 5  | Franz Göring       | Niemcy     | +39,5   | 23 pkt.   |
| 6  | Anders Södergren   | Szwecja    | +40,3   | 20 pkt.   |
| 7  | Lukáš Bauer        | Czechy     | +46,1   | 18 pkt.   |
| 8  | Nikołaj Pankratow  | Rosja      | +50,4   | 16 pkt.   |
| 9  | Tor Arne Hetland   | Norwegia   | +1:02,0 | 14 pkt.   |
| 10 | Tobias Angerer     | Niemcy     | +1:04,1 | 13 pkt.   |
| 11 | Valerio Checchi    | Włochy     | +1:06,7 | 12 pkt.   |
| 12 | Martin Jakš        | Czechy     | +1:09,6 | 11 pkt.   |
| 13 | Fabio Santus       | Włochy     | +1:14,0 | 10 pkt.   |
| 14 | Marcus Hellner     | Szwecja    | +1:16,3 | 9 pkt.    |
| 15 | Emmanuel Jonnier   | Francja    | +1:16,4 | 8 pkt.    |

| # | Imię i nazwisko     | Narodowość | Czas      |
| - | ------------------- | ---------- | --------- |
| 1 | Lukáš Bauer         | Czechy     | 3:38:07,4 |
| 2 | René Sommerfeldt    | Niemcy     | +2:47,3   |
| 3 | Giorgio Di Centa    | Włochy     | +2:47,6   |
| 4 | Tord Asle Gjerdalen | Norwegia   | +2:53,9   |
| 5 | Tor Arne Hetland    | Norwegia   | +3:04,0   |

| # | Imię i nazwisko     | Narodowość | Punkty |
| - | ------------------- | ---------- | ------ |
| 1 | Petter Northug      | Norwegia   | 104    |
| 2 | Tor Arne Hetland    | Norwegia   | 104    |
| 3 | Giorgio Di Centa    | Włochy     | 96     |
| 4 | Nikołaj Moriłow     | Rosja      | 90     |
| 5 | Tord Asle Gjerdalen | Norwegia   | 88     |